# Noemia virescens
Noemia virescens är en skalbaggsart som beskrevs av Schwarzer 1927. Noemia virescens ingår i släktet Noemia och familjen långhorningar. Inga underarter finns listade i Catalogue of Life.